# Rugby 7 en los Juegos Mundiales 2005
El rugby 7 es una de las tantas disciplinas de los Juegos Mundiales de 2005. Fue la segunda vez que se hizo presente el rugby en los juegos.
Se disputó en el MSV-Arena de Duisburgo, Alemania.

## Desarrollo

### Grupo A

#### Posiciones
| Pos. | Equipo      | Encuentros | Encuentros | Encuentros | Encuentros | Tantos  | Tantos    | Tantos     | Puntos |
| Pos. | Equipo      | jugados    | ganados    | empatados  | perdidos   | a favor | en contra | diferencia | Puntos |
| ---- | ----------- | ---------- | ---------- | ---------- | ---------- | ------- | --------- | ---------- | ------ |
| 1    | Fiyi        | 3          | 3          | 0          | 0          | 114     | 22        | + 92       | 9      |
| 2    | Reino Unido | 3          | 2          | 0          | 1          | 67      | 47        | + 20       | 7      |
| 3    | Japón       | 3          | 1          | 0          | 2          | 49      | 81        | - 32       | 5      |
| 4    | Alemania    | 3          | 0          | 0          | 3          | 29      | 109       | - 80       | 3      |

#### Resultados
| 22 de julio | Fiyi | 38 - 0 | Japón |  |  |

| 22 de julio | Reino Unido | 24 - 7 | Alemania |  |  |

| 22 de julio | Fiyi | 43 - 5 | Alemania |  |  |

| 22 de julio | Reino Unido | 26 - 7 | Japón |  |  |

| 22 de julio | Japón | 42 - 17 | Alemania |  |  |

| 22 de julio | Fiyi | 33 - 17 | Reino Unido |  |  |

### Grupo B

#### Posiciones
| Pos. | Equipo         | Encuentros | Encuentros | Encuentros | Encuentros | Tantos  | Tantos    | Tantos     | Puntos |
| Pos. | Equipo         | jugados    | ganados    | empatados  | perdidos   | a favor | en contra | diferencia | Puntos |
| ---- | -------------- | ---------- | ---------- | ---------- | ---------- | ------- | --------- | ---------- | ------ |
| 1    | Sudáfrica      | 3          | 3          | 0          | 0          | 98      | 38        | + 60       | 9      |
| 2    | Argentina      | 3          | 2          | 0          | 1          | 57      | 36        | + 21       | 7      |
| 3    | Francia        | 3          | 1          | 0          | 2          | 57      | 69        | - 12       | 5      |
| 4    | Estados Unidos | 3          | 0          | 0          | 3          | 33      | 102       | - 69       | 3      |

#### Resultados
| 22 de julio | Argentina | 17 - 5 | Francia |  |  |

| 22 de julio | Sudáfrica | 36 - 12 | Estados Unidos |  |  |

| 22 de julio | Argentina | 28 - 14 | Estados Unidos |  |  |

| 22 de julio | Sudáfrica | 45 - 14 | Francia |  |  |

| 22 de julio | Francia | 38 - 7 | Estados Unidos |  |  |

| 22 de julio | Argentina | 12 - 17 | Sudáfrica |  |  |

#### Medalla de oro
|  | Semifinal   | Semifinal   | Semifinal |           |      | Medalla de Oro    | Medalla de Oro    | Medalla de Oro    |  |
|  |             |             |           |           |      |                   |                   |                   |  |
|  |             |             |           |           |      |                   |                   |                   |  |
|  | Argentina   | Argentina   | 14        |           |      |                   |                   |                   |  |
|  | Argentina   | Argentina   | 14        |           |      |                   |                   |                   |  |
|  | Fiyi        | Fiyi        | 21        |           |      |                   |                   |                   |  |
|  | Fiyi        | Fiyi        | 21        |           | Fiyi | Fiyi              | 31                |                   |  |
|  |             |             |           |           | Fiyi | Fiyi              | 31                |                   |  |
|  |             |             | Sudáfrica | Sudáfrica | 26   |                   |                   |                   |  |
|  | Reino Unido | Reino Unido | Sudáfrica | Sudáfrica | 26   | 0                 |                   |                   |  |
|  | Reino Unido | Reino Unido |           |           |      | 0                 |                   |                   |  |
|  | Sudáfrica   | Sudáfrica   | 52        |           |      | Medalla de Bronce | Medalla de Bronce | Medalla de Bronce |  |
|  | Sudáfrica   | Sudáfrica   | 52        |           |      | Medalla de Bronce | Medalla de Bronce | Medalla de Bronce |  |
|  |             |             |           |           |      |                   |                   |                   |  |
|  |             |             |           |           |      | Argentina         | Argentina         | 22                |  |
|  |             |             |           |           |      | Argentina         | Argentina         | 22                |  |
|  |             |             |           |           |      | Reino Unido       | Reino Unido       | 10                |  |
|  |             |             |           |           |      | Reino Unido       | Reino Unido       | 10                |  |
|  |             |             |           |           |      |                   |                   |                   |  |

#### Definición 5° al 8° puesto
|  | Semifinal      | Semifinal      | Semifinal |         |                | 5° puesto      | 5° puesto | 5° puesto |  |
|  |                |                |           |         |                |                |           |           |  |
|  |                |                |           |         |                |                |           |           |  |
|  | Japón          | Japón          | 12        |         |                |                |           |           |  |
|  | Japón          | Japón          | 12        |         |                |                |           |           |  |
|  | Estados Unidos | Estados Unidos | 17        |         |                |                |           |           |  |
|  | Estados Unidos | Estados Unidos | 17        |         | Estados Unidos | Estados Unidos | 0         |           |  |
|  |                |                |           |         | Estados Unidos | Estados Unidos | 0         |           |  |
|  |                |                | Francia   | Francia | 20             |                |           |           |  |
|  | Alemania       | Alemania       | Francia   | Francia | 20             | 12             |           |           |  |
|  | Alemania       | Alemania       |           |         |                | 12             |           |           |  |
|  | Francia        | Francia        | 35        |         |                | 7° puesto      | 7° puesto | 7° puesto |  |
|  | Francia        | Francia        | 35        |         |                | 7° puesto      | 7° puesto | 7° puesto |  |
|  |                |                |           |         |                |                |           |           |  |
|  |                |                |           |         |                | Japón          | Japón     | 31        |  |
|  |                |                |           |         |                | Japón          | Japón     | 31        |  |
|  |                |                |           |         |                | Alemania       | Alemania  | 18        |  |
|  |                |                |           |         |                | Alemania       | Alemania  | 18        |  |
|  |                |                |           |         |                |                |           |           |  |